# Liste des représentants des États-Unis pour le Tennessee
Depuis le recensement de 1980, le Tennessee élit huit membres de la Chambre des représentants des États-Unis.

## Délégation au (2025-2027)

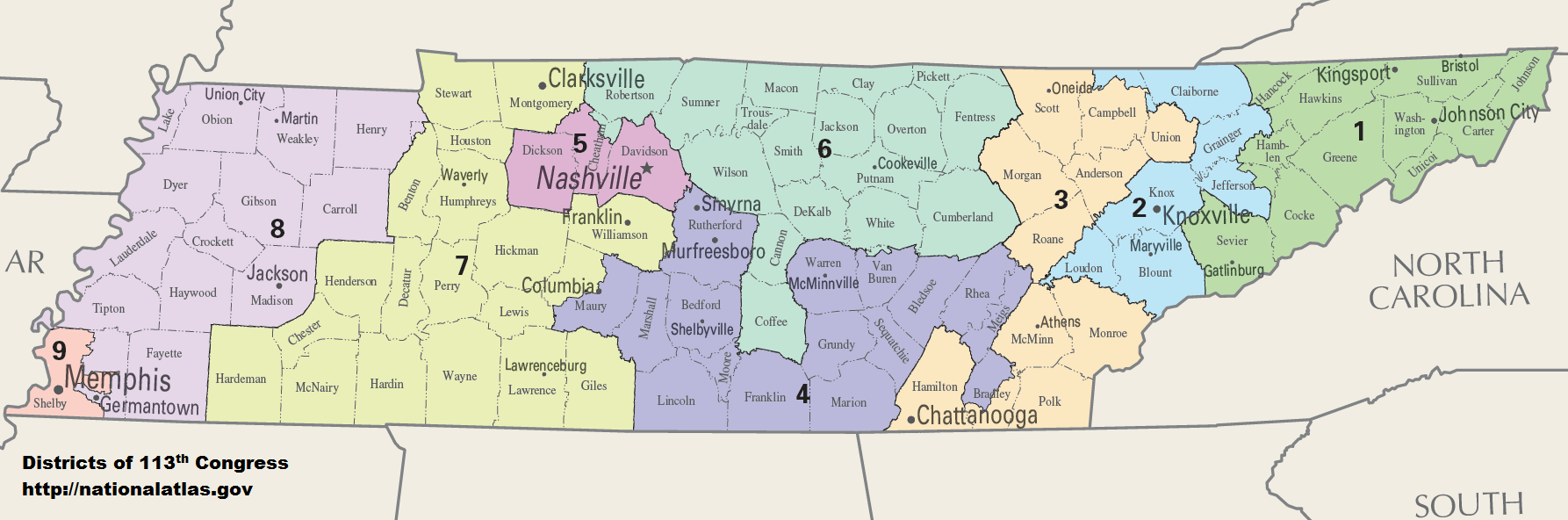
Carte des districts du Tennessee de 2013 à 2023.

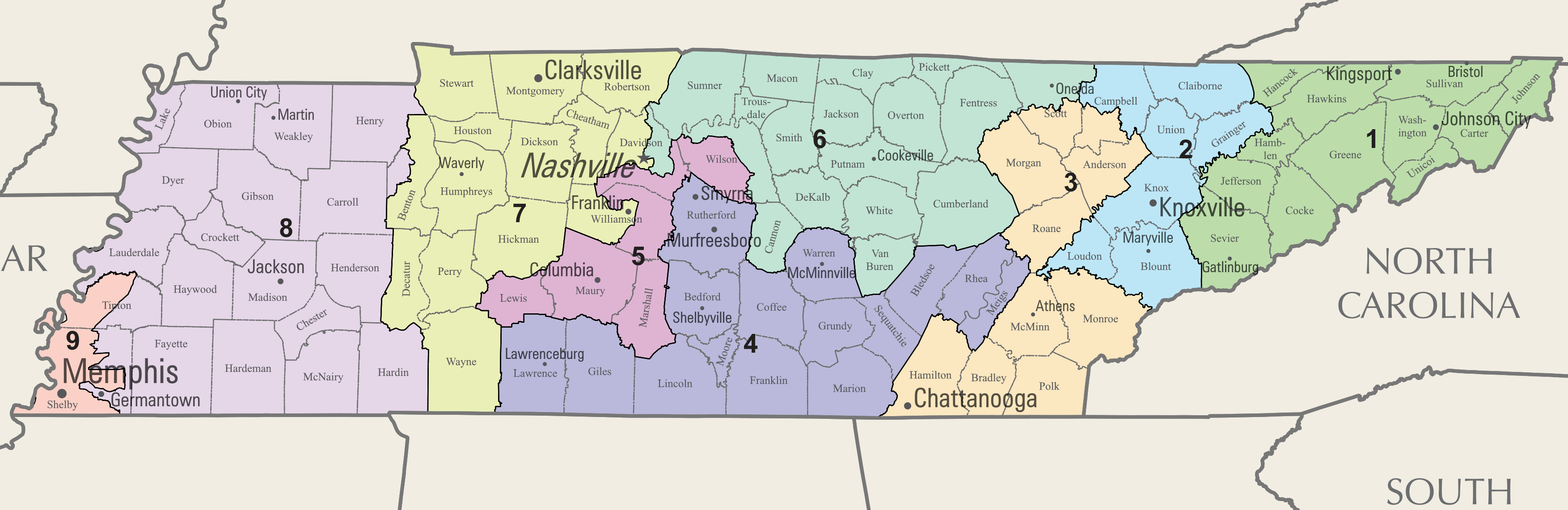
Carte des districts du Tennessee depuis 2023.

## Délégation au119econgrès(2025-2027)
| District et nom | District et nom | District et nom   | District et nom | Début du mandat                             | Parti       |
| --------------- | --------------- | ----------------- | --------------- | ------------------------------------------- | ----------- |
| 1               |                 | Diana Harshbarger |                 | 3 janvier 2021 (4 ans, 2 mois et 20 jours)  | Républicain |
| 2               |                 | Tim Burchett      |                 | 3 janvier 2019 (6 ans, 2 mois et 20 jours)  | Républicain |
| 3               |                 | Chuck Fleischmann |                 | 3 janvier 2011 (14 ans, 2 mois et 20 jours) | Républicain |
| 4               |                 | Scott DesJarlais  |                 | 3 janvier 2011 (14 ans, 2 mois et 20 jours) | Républicain |
| 5               |                 | Andy Ogles        |                 | 3 janvier 2023 (2 ans, 2 mois et 20 jours)  | Républicain |
| 6               |                 | John Rose         |                 | 3 janvier 2019 (6 ans, 2 mois et 20 jours)  | Républicain |
| 7               |                 | Mark E. Green     |                 | 3 janvier 2019 (6 ans, 2 mois et 20 jours)  | Républicain |
| 8               |                 | David Kustoff     |                 | 3 janvier 2017 (8 ans, 2 mois et 20 jours)  | Républicain |
| 9               |                 | Steve Cohen       |                 | 3 janvier 2007 (18 ans, 2 mois et 20 jours) | Démocrate   |

### Démographie

#### Parti politique
- Un démocrate
- Huit républicains

#### Sexe
- Huit hommes
- Une femme

#### Race
- Neuf Blancs

## Délégations historiques

### Depuis 1953
Le Tennessee compte neuf districts depuis 1953, à l'exception de la période 1973-1983.
| Congrès               | 1er district              | 2e district                   | 3e district                    | 4e district                 | 5e district               | 6e district              | 7e district            | 8e district               | 9e district              |
| --------------------- | ------------------------- | ----------------------------- | ------------------------------ | --------------------------- | ------------------------- | ------------------------ | ---------------------- | ------------------------- | ------------------------ |
| 83e (1953-1955)       | B. Carroll Reece (en) (R) | Howard H. Baker, Sr. (en) (R) | James B. Frazier, Jr. (en) (D) | Joe L. Evins (en) (D)       | Percy Priest (en) (D)     | James P. Sutton (en) (D) | Tom J. Murray (en) (D) | Jere Cooper (en) (D)      | Clifford Davis (en) (D)  |
| 84e (1955-1957)       | B. Carroll Reece (en) (R) | Howard H. Baker, Sr. (en) (R) | James B. Frazier, Jr. (en) (D) | Joe L. Evins (en) (D)       | Percy Priest (en) (D)     | Ross Bass (en) (D)       | Tom J. Murray (en) (D) | Jere Cooper (en) (D)      | Clifford Davis (en) (D)  |
| 85e (1957-1959)       | B. Carroll Reece (en) (R) | Howard H. Baker, Sr. (en) (R) | James B. Frazier, Jr. (en) (D) | Joe L. Evins (en) (D)       | J. Carlton Loser (en) (D) | Ross Bass (en) (D)       | Tom J. Murray (en) (D) | Jere Cooper (en) (D)      | Clifford Davis (en) (D)  |
| 85e (1957-1959)       | B. Carroll Reece (en) (R) | Howard H. Baker, Sr. (en) (R) | James B. Frazier, Jr. (en) (D) | Joe L. Evins (en) (D)       | J. Carlton Loser (en) (D) | Ross Bass (en) (D)       | Tom J. Murray (en) (D) | Fats Everett (en) (D)     | Clifford Davis (en) (D)  |
| 86e (1959-1961)       | B. Carroll Reece (en) (R) | Howard H. Baker, Sr. (en) (R) | James B. Frazier, Jr. (en) (D) | Joe L. Evins (en) (D)       | J. Carlton Loser (en) (D) | Ross Bass (en) (D)       | Tom J. Murray (en) (D) |                           | Clifford Davis (en) (D)  |
| 87e (1961-1963)       | B. Carroll Reece (en) (R) | Howard H. Baker, Sr. (en) (R) | James B. Frazier, Jr. (en) (D) | Joe L. Evins (en) (D)       | J. Carlton Loser (en) (D) | Ross Bass (en) (D)       | Tom J. Murray (en) (D) |                           | Clifford Davis (en) (D)  |
| Louise Reece (en) (R) |                           | Howard H. Baker, Sr. (en) (R) | James B. Frazier, Jr. (en) (D) | Joe L. Evins (en) (D)       | J. Carlton Loser (en) (D) | Ross Bass (en) (D)       | Tom J. Murray (en) (D) |                           | Clifford Davis (en) (D)  |
| 88e (1963-1965)       | Jimmy Quillen (en) (R)    | Howard H. Baker, Sr. (en) (R) | Bill Brock (R)                 | Joe L. Evins (en) (D)       | Richard Fulton (en) (D)   | Ross Bass (en) (D)       | Tom J. Murray (en) (D) |                           | Clifford Davis (en) (D)  |
| 88e (1963-1965)       | Jimmy Quillen (en) (R)    | Irene B. Baker (en) (R)       | Bill Brock (R)                 | Joe L. Evins (en) (D)       | Richard Fulton (en) (D)   | Ross Bass (en) (D)       | Tom J. Murray (en) (D) |                           | Clifford Davis (en) (D)  |
| 89e (1965-1967)       | Jimmy Quillen (en) (R)    | John Duncan Sr. (R)           | Bill Brock (R)                 | Joe L. Evins (en) (D)       | Richard Fulton (en) (D)   | William R. Anderson (D)  | Tom J. Murray (en) (D) | George W. Grider (en) (D) |                          |
| 90e (1967-1969)       | Jimmy Quillen (en) (R)    | John Duncan Sr. (R)           | Bill Brock (R)                 | Joe L. Evins (en) (D)       | Richard Fulton (en) (D)   | William R. Anderson (D)  | Ray Blanton (en) (D)   | Dan Kuykendall (en) (R)   |                          |
| 91e (1969-1971)       | Jimmy Quillen (en) (R)    | John Duncan Sr. (R)           | Bill Brock (R)                 | Joe L. Evins (en) (D)       | Richard Fulton (en) (D)   | William R. Anderson (D)  | Ray Blanton (en) (D)   | Dan Kuykendall (en) (R)   |                          |
| Ed Jones (en) (D)     | Jimmy Quillen (en) (R)    | John Duncan Sr. (R)           | Bill Brock (R)                 | Joe L. Evins (en) (D)       | Richard Fulton (en) (D)   | William R. Anderson (D)  | Ray Blanton (en) (D)   | Dan Kuykendall (en) (R)   |                          |
| 92e (1971-1973)       | Jimmy Quillen (en) (R)    | John Duncan Sr. (R)           | LaMar Baker (en) (R)           | Joe L. Evins (en) (D)       | Richard Fulton (en) (D)   | William R. Anderson (D)  | Ray Blanton (en) (D)   | Dan Kuykendall (en) (R)   |                          |
| 93e (1973-1975)       | Jimmy Quillen (en) (R)    | John Duncan Sr. (R)           | LaMar Baker (en) (R)           | Joe L. Evins (en) (D)       | Richard Fulton (en) (D)   | Robin Beard (en) (R)     | Ed Jones (en) (D)      | Dan Kuykendall (en) (R)   | District supprimé        |
| 94e (1975-1977)       | Jimmy Quillen (en) (R)    | John Duncan Sr. (R)           | Marilyn Lloyd (en) (D)         | Joe L. Evins (en) (D)       | Richard Fulton (en) (D)   | Robin Beard (en) (R)     | Ed Jones (en) (D)      | Harold Ford Sr. (en) (D)  | District supprimé        |
| 94e (1975-1977)       | Jimmy Quillen (en) (R)    | John Duncan Sr. (R)           | Marilyn Lloyd (en) (D)         | Joe L. Evins (en) (D)       | Clifford Allen (en) (D)   | Robin Beard (en) (R)     | Ed Jones (en) (D)      | Harold Ford Sr. (en) (D)  | District supprimé        |
| 95e (1977-1979)       | Jimmy Quillen (en) (R)    | John Duncan Sr. (R)           | Marilyn Lloyd (en) (D)         | Al Gore (D)                 |                           | Robin Beard (en) (R)     | Ed Jones (en) (D)      | Harold Ford Sr. (en) (D)  | District supprimé        |
| 96e (1979-1981)       | Jimmy Quillen (en) (R)    | John Duncan Sr. (R)           | Marilyn Lloyd (en) (D)         | Al Gore (D)                 | Bill Boner (D)            | Robin Beard (en) (R)     | Ed Jones (en) (D)      | Harold Ford Sr. (en) (D)  | District supprimé        |
| 97e (1981-1983)       | Jimmy Quillen (en) (R)    | John Duncan Sr. (R)           | Marilyn Lloyd (en) (D)         | Al Gore (D)                 | Bill Boner (D)            | Robin Beard (en) (R)     | Ed Jones (en) (D)      | Harold Ford Sr. (en) (D)  | District supprimé        |
| 98e (1983-1985)       | Jimmy Quillen (en) (R)    | John Duncan Sr. (R)           | Marilyn Lloyd (en) (D)         | Jim Cooper (D)              | Bill Boner (D)            | Al Gore (D)              | Don Sundquist (R)      | Ed Jones (en) (D)         | Harold Ford Sr. (en) (D) |
| 99e (1985-1987)       | Jimmy Quillen (en) (R)    | John Duncan Sr. (R)           | Marilyn Lloyd (en) (D)         | Jim Cooper (D)              | Bill Boner (D)            | Bart Gordon (D)          | Don Sundquist (R)      | Ed Jones (en) (D)         | Harold Ford Sr. (en) (D) |
| 100e (1987-1989)      | Jimmy Quillen (en) (R)    | John Duncan Sr. (R)           | Marilyn Lloyd (en) (D)         | Jim Cooper (D)              | Bill Boner (D)            | Bart Gordon (D)          | Don Sundquist (R)      | Ed Jones (en) (D)         | Harold Ford Sr. (en) (D) |
| Jimmy Duncan (R)      | Jimmy Quillen (en) (R)    | Bob Clement (D)               | Marilyn Lloyd (en) (D)         | Jim Cooper (D)              |                           | Bart Gordon (D)          | Don Sundquist (R)      | Ed Jones (en) (D)         | Harold Ford Sr. (en) (D) |
| Jimmy Duncan (R)      | Jimmy Quillen (en) (R)    | Bob Clement (D)               | Marilyn Lloyd (en) (D)         | Jim Cooper (D)              | 101e (1989-1991)          | Bart Gordon (D)          | Don Sundquist (R)      | John S. Tanner (D)        | Harold Ford Sr. (en) (D) |
| Jimmy Duncan (R)      | Jimmy Quillen (en) (R)    | Bob Clement (D)               | Marilyn Lloyd (en) (D)         | Jim Cooper (D)              | 102e (1991-1993)          | Bart Gordon (D)          | Don Sundquist (R)      | John S. Tanner (D)        | Harold Ford Sr. (en) (D) |
| Jimmy Duncan (R)      | Jimmy Quillen (en) (R)    | Bob Clement (D)               | Marilyn Lloyd (en) (D)         | Jim Cooper (D)              | 103e (1993-1995)          | Bart Gordon (D)          | Don Sundquist (R)      | John S. Tanner (D)        | Harold Ford Sr. (en) (D) |
| Jimmy Duncan (R)      | Jimmy Quillen (en) (R)    | Bob Clement (D)               | 104e (1995-1997)               | William L. Jenkins (en) (R) | Van Hilleary (en) (R)     | Bart Gordon (D)          | Ed Bryant (en) (R)     | John S. Tanner (D)        | Harold Ford Sr. (en) (D) |
| Jimmy Duncan (R)      | 105e (1997-1999)          | Bob Clement (D)               | Zach Wamp (en) (R)             | William L. Jenkins (en) (R) | Van Hilleary (en) (R)     | Bart Gordon (D)          | Ed Bryant (en) (R)     | John S. Tanner (D)        | Harold Ford Jr. (D)      |
| Jimmy Duncan (R)      | 106e (1999-2001)          | Bob Clement (D)               | Zach Wamp (en) (R)             | William L. Jenkins (en) (R) | Van Hilleary (en) (R)     | Bart Gordon (D)          | Ed Bryant (en) (R)     | John S. Tanner (D)        | Harold Ford Jr. (D)      |
| Jimmy Duncan (R)      | 107e (2001-2003)          | Bob Clement (D)               | Zach Wamp (en) (R)             | William L. Jenkins (en) (R) | Van Hilleary (en) (R)     | Bart Gordon (D)          | Ed Bryant (en) (R)     | John S. Tanner (D)        | Harold Ford Jr. (D)      |
| Jimmy Duncan (R)      | 108e (2003-2005)          | Lincoln Davis (en) (D)        | Zach Wamp (en) (R)             | William L. Jenkins (en) (R) | Jim Cooper (D)            | Bart Gordon (D)          | Marsha Blackburn (R)   | John S. Tanner (D)        | Harold Ford Jr. (D)      |
| Jimmy Duncan (R)      | 109e (2005-2007)          | Lincoln Davis (en) (D)        | Zach Wamp (en) (R)             | William L. Jenkins (en) (R) | Jim Cooper (D)            | Bart Gordon (D)          | Marsha Blackburn (R)   | John S. Tanner (D)        | Harold Ford Jr. (D)      |
| Jimmy Duncan (R)      | 110e (2007-2009)          | Lincoln Davis (en) (D)        | David Davis (en) (R)           | William L. Jenkins (en) (R) | Jim Cooper (D)            | Bart Gordon (D)          | Marsha Blackburn (R)   | John S. Tanner (D)        | Steve Cohen (D)          |
| Jimmy Duncan (R)      | 111e (2009-2011)          | Lincoln Davis (en) (D)        | Phil Roe (R)                   | William L. Jenkins (en) (R) | Jim Cooper (D)            | Bart Gordon (D)          | Marsha Blackburn (R)   | John S. Tanner (D)        | Steve Cohen (D)          |
| Jimmy Duncan (R)      | 112e (2011-2013)          | Chuck Fleischmann (R)         | Phil Roe (R)                   | Scott DesJarlais (R)        | Jim Cooper (D)            | Diane Black (R)          | Marsha Blackburn (R)   | Stephen Fincher (R)       | Steve Cohen (D)          |
| Jimmy Duncan (R)      | 113e (2013-2015)          | Chuck Fleischmann (R)         | Phil Roe (R)                   | Scott DesJarlais (R)        | Jim Cooper (D)            | Diane Black (R)          | Marsha Blackburn (R)   | Stephen Fincher (R)       | Steve Cohen (D)          |
| Jimmy Duncan (R)      | 114e (2015-2017)          | Chuck Fleischmann (R)         | Phil Roe (R)                   | Scott DesJarlais (R)        | Jim Cooper (D)            | Diane Black (R)          | Marsha Blackburn (R)   | Stephen Fincher (R)       | Steve Cohen (D)          |
| Jimmy Duncan (R)      | 115e (2017-2019)          | Chuck Fleischmann (R)         | Phil Roe (R)                   | Scott DesJarlais (R)        | Jim Cooper (D)            | Diane Black (R)          | Marsha Blackburn (R)   | David Kustoff (R)         | Steve Cohen (D)          |
| 116e (2019-2021)      | Tim Burchett (R)          | Chuck Fleischmann (R)         | Phil Roe (R)                   | Scott DesJarlais (R)        | Jim Cooper (D)            | John Rose (R)            | Mark E. Green (R)      | David Kustoff (R)         | Steve Cohen (D)          |
| 117e (2021-2023)      | Tim Burchett (R)          | Chuck Fleischmann (R)         | Diana Harshbarger (R)          | Scott DesJarlais (R)        | Jim Cooper (D)            | John Rose (R)            | Mark E. Green (R)      | David Kustoff (R)         | Steve Cohen (D)          |
| 118e (2023-2025)      | Tim Burchett (R)          | Chuck Fleischmann (R)         | Diana Harshbarger (R)          | Scott DesJarlais (R)        | Andy Ogles (R)            | John Rose (R)            | Mark E. Green (R)      | David Kustoff (R)         | Steve Cohen (D)          |